# Astragalus nurabadensis
Astragalus nurabadensis är en ärtväxtart som beskrevs av Maassoumi och Dieter Podlech. Astragalus nurabadensis ingår i släktet vedlar, och familjen ärtväxter. Inga underarter finns listade i Catalogue of Life.